# Charles Greeley Abbot
Charles Greeley Abbot (ur. 31 maja 1872 w Wilton, zm. 17 grudnia 1973 w Riverdale) – amerykański astrofizyk i astronom. Pierwszy naukowiec, który podejrzewał, że promieniowanie Słońca może zmieniać się w czasie. Autor prac z zakresu aktynometrii. Specjalizował się w badaniach fizyki Słońca.

## Życiorys
Urodził się w Wilton (New Hampshire), był synem rolników Harrisa Abbota i Caroline Ann Greeley. Ukończył studia (fizyka i chemia) na Phillips Andover Academy (1891) oraz w Massachusetts Institute of Technology (1894), pisząc pracę magisterską z fizyki chemicznej pod kierunkiem A.A. Noyesa. Następnie starał się o pracę nauczyciela, lecz gdy nie udało mu się uzyskać posady, zdecydował się pozostać w M.I.T. na studia podyplomowe w 1895 r. i otrzymał tam tytuł magistra inżyniera, za pracę magisterską o ciśnieniu osmotycznym.

## Kariera naukowa
W roku 1895 jego nazwisko zasugerowano Samuelowi Pierpontowi Langleyowi, sekretarzowi Smithsonian Institution i dyrektorowi Obserwatorium Astrofizycznego. W ten sposób Abbot uzyskał posadę asystenta Langleya, nie wiedząc wówczas prawie nic o astronomii, kiedy przybył do Waszyngtonu w czerwcu 1895 r., aby pracować jako asystent obserwatora. Dwa lata później 1897 r. poślubił Lillian E. Moore.
Głównym celem waszyngtońskiego Smithsonian Astrophysical Observatory, stworzonego przez Langleya na początku lat 90. XIX wieku, było badanie ilości i charakteru promieniowania słonecznego. Langley opracował czułe urządzenia do pomiaru energii cieplnej otrzymywanej ze Słońca i wykorzystywał je do badań bolometrycznych, tzw. stałej słonecznej, a także do badań spektroskopowych, łącząc swoje detektory ze spektrometrami w celu odwzorowania widma słonecznego w podczerwieni. Po śmierci Langleya, Abbot został w 1906 r. drugim w historii dyrektorem Obserwatorium Astrofizycznego, a w 1928 r. został także piątym w historii sekretarzem Smithsonian Institution. Służył na obu stanowiskach do 1944 roku. Prowadził także prace badawcze nad widmem podczerwieni Słońca i gwiazd. 
Udało mu się jako pierwszemu z dużą dokładnością oznaczyć wartość stałej słonecznej. W 1909 r. stworzył pyrheliometr wodny (przyrząd służący do pomiaru natężenia radiancji słonecznej). W roku 1910 otrzymał Medal Henry’ego Drapera, przyznany przez National Academy of Sciences. W roku 1915 zdobył też Nagrodę Rumforda.
Dzięki jego wieloletnim badaniom nad promieniowaniem słonecznym, w roku 1953 odkryto związek między zmianami zachodzącymi na Słońcu a pogodą na Ziemi. Umożliwiło to prognozowanie globalnych zjawisk pogodowych z nawet 50-letnim wyprzedzeniem.
Jego imieniem nazwano krater Abbot na Księżycu.